# Château de Saint-Leu
Le château de Saint-Leu était situé à Saint-Leu-la-Forêt (Val-d'Oise, France).

## Contexte
Avant la Révolution française, le village de Saint-Leu-la-Forêt comptait deux châteaux :
- le château d'en haut, démoli et reconstruit au milieu du XVIIe siècle (en 1645 par Charles Le Clerc de Lesseville, Conseiller au Grand Conseil, à l'emplacement du château seigneurial des Montmorency)[1];
- le château d'en bas, construit en 1693 pour Lorieul de La Noue, secrétaire du roi.

## Historique

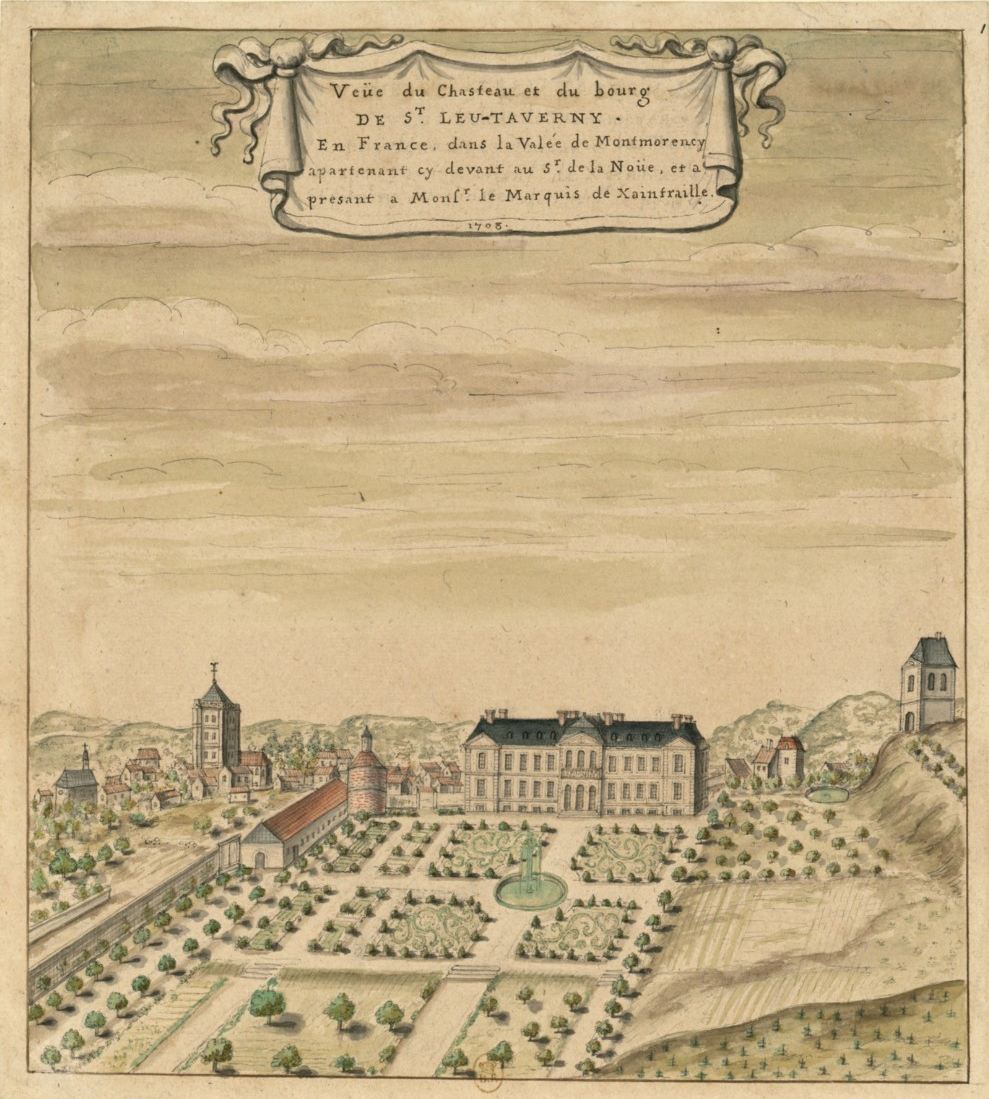
Vue du château et du bourg de Saint-Leu-Taverny, dans la valée de Montmorency appartenant cy devant au S.r de La Noüe, et a présant a Mons.r le Marquis de Xaintraille - par Louis Boudan (1708).

Jean-Nicolas Dufort de Cheverny hérite de la seigneurie de Saint-Leu-la-Forêt de son père, Joseph Pierre Durfort de Saint-Leu, conseiller du roi, maître ordinaire à la Chambre des comptes. Il le revend à Claude-Henri Droin, conseiller du roi, président juge des traites foraines de Joinville, le 31 août 1765.
Le château d'en bas fut acquis en 1774 au président Droin par le financier Jean-Joseph de Laborde, qui souhaitait disposer d'une résidence moins éloignée de Paris que son château de La Ferté-Vidame (il devait faire ultérieurement l'acquisition du château de Méréville). Il fit transformer le château et aménager un parc à l'anglaise, parcouru par une rivière sortant d'un gros rocher. Un petit temple rectangulaire et un pont de bois franchissant la rivière, sur laquelle on pouvait circuler en canot, agrémentaient ce jardin.
En 1777, Laborde céda le domaine au financier Nicolas Beaujon. Celui-ci le revendit en 1780 au duc de Chartres, futur Philippe Égalité que la comtesse de Genlis, « gouverneur » de l'éducation de ses enfants, avait convaincu d'acquérir un domaine près de Paris où elle puisse séjourner avec les jeunes princes durant la période estivale pour s'occuper de leur formation.
Le 25 mai 1792, le chevalier Martial de Giac achète le château d’en-bas à la duchesse d'Orléans. Il meurt sur l’échafaud le 5 juillet 1794. Sa veuve revend le domaine le 27 septembre 1799 à la famille Homberg.
En 1804, Louis Bonaparte et sa femme, Hortense de Beauharnais, firent l'acquisition du château d'en haut et du château d'en bas. Ils firent démolir le premier et réunirent les deux domaines pour former un parc de 80 hectares environ. Le parc fut alors remanié par Louis-Martin Berthault, qui travailla également au château de Malmaison. La partie supérieure s'agrémenta de fabriques (une vallée suisse avec chaumières, le pont du diable sur un chemin encaissé, un monument égyptien) tandis que trois étangs furent créés dans la partie inférieure. Ce jardin est connu par des gravures telle celle de Constant Bourgeois.
Après sa séparation d'avec son mari (qui prit le titre de « comte de Saint-Leu »), en 1810, la reine Hortense conserva Saint-Leu, où elle donna des fêtes brillantes.
En 1814, Louis XVIII la fit duchesse de Saint-Leu mais, en 1815, accusée d'avoir aidé à préparer le retour de Napoléon Ier, elle prit le chemin de l'exil et dut abandonner Saint-Leu.
En 1816, le domaine fut acquis par Louis VI Henri de Bourbon-Condé, duc de Bourbon, prince de Condé en 1818, qui souhaitait disposer d'une résidence en lisière de la forêt de Montmorency, qui lui appartenait. Il s'y installa avec sa maîtresse, l'intrigante baronne de Feuchères.
Le 27 août 1830, le duc fut retrouvé pendu (bien que les pieds touchaient le sol) à l'espagnolette de la fenêtre de sa chambre, au premier étage du château. Même si sa maîtresse, à qui il laissait une fortune importante, fut soupçonnée de meurtre, elle ne fut pas poursuivie, la justice n'ayant pu démontrer si la mort relèvait de l'assassinat ou du suicide. La nature exacte de ce décès demeure encore un mystère de nos jours. 
Héritière du château, la baronne de Feuchères, en butte à l'hostilité locale après cet événement retentissant, ne tarda pas à le revendre, mais l'entretien du domaine s'avérant très coûteux, le château fut démoli en 1837 et le parc fut loti.
En juin 1844, un monument commémoratif fut élevé à la mémoire du prince de Condé. La croix qui le surmonte est censée indiquer l'endroit précis où se trouvait l'espagnolette à laquelle il fut retrouvé pendu. Ce monument existe toujours. Du parc du château ne subsistent, en revanche, que de faibles vestiges.

## Galerie

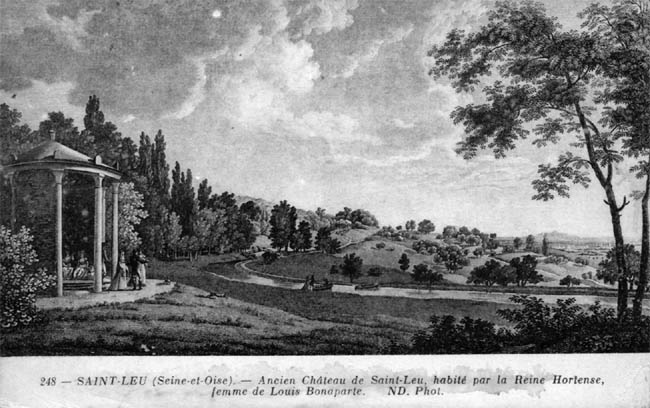
Gravure de Constant Bourgeois.
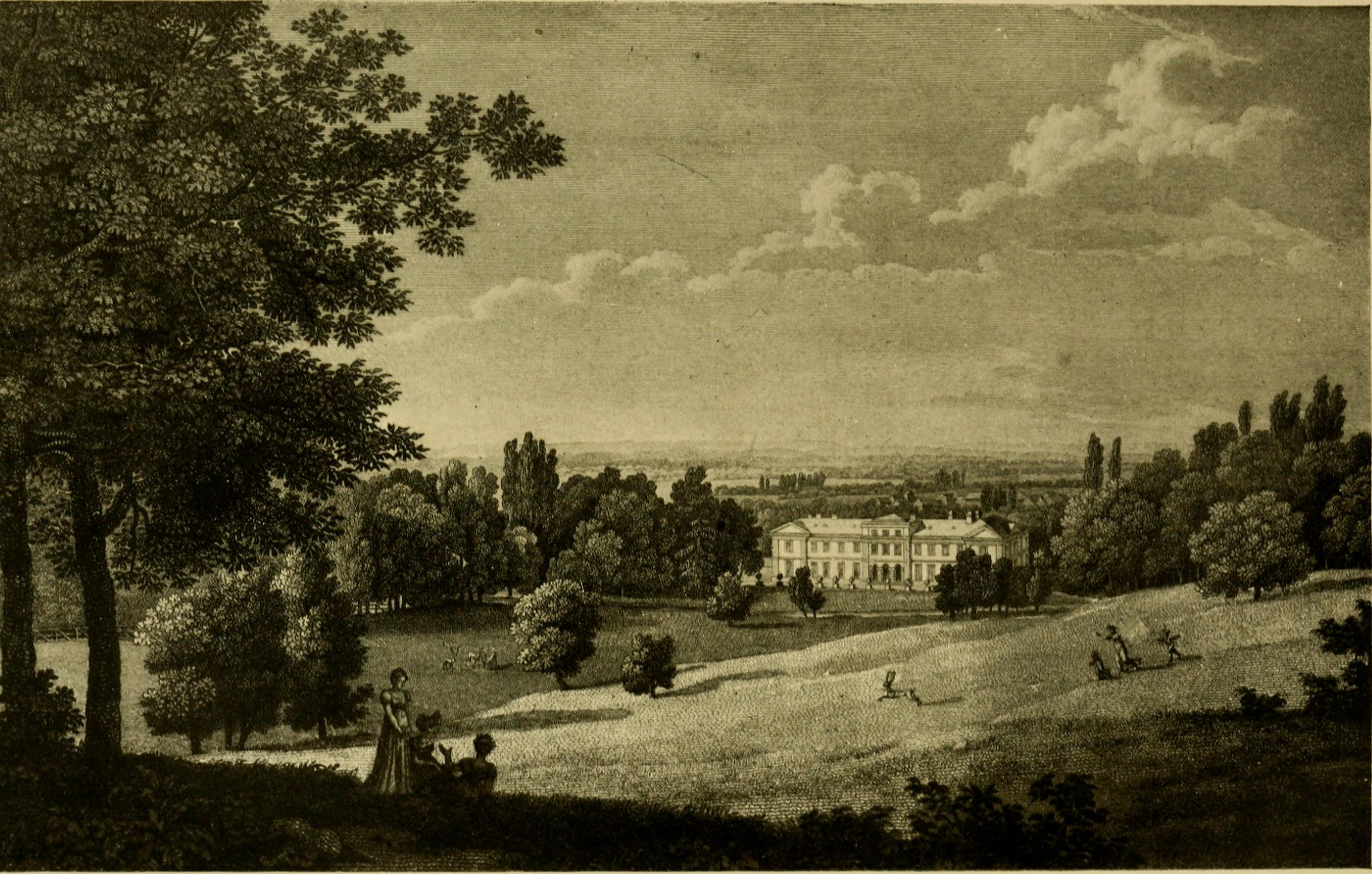
Le château de Saint-Leu.